# Rallye Safari 1974
Le Rallye Safari 1974 (22nd East African Safari), disputé du 11 au 15 avril 1974, est la quinzième manche du championnat du monde des rallyes (WRC) courue depuis 1973 et la seconde manche du championnat 1974.

## Contexte avant la course

### Le championnat du monde
1974 est la seconde année du Championnat Mondial des Rallyes pour Marques, qui a succédé au 'Championnat d'Europe des Rallyes pour Marques', disputé de 1968 à 1972. La crise énergétique a eu pour effet de réduire considérablement le nombre d'épreuves mondiales (huit manches en 1974 contre treize l'année précédente), le rallye de Suède, le rallye de Nouvelle-Zélande et le rallye de l'Acropole ayant été annulés cette année. Le rallye Monte-Carlo a été également annulé, mais l'édition 1974 ne devait pas compter pour le championnat du monde. Le Safari constitue la deuxième manche de la saison, suivant le rallye du Portugal qui s'est couru en mars. Les épreuves sont réservées aux voitures des catégories suivantes :
- Groupe 1 : voitures de tourisme de série
- Groupe 2 : voitures de tourisme spéciales
- Groupe 3 : voitures de grand tourisme de série
- Groupe 4 : voitures de grand tourisme spéciales

Champion du monde en 1973 grâce à la berlinette A110, le constructeur français Alpine-Renault a réduit sa participation cette saison, limitant ses engagements officiels aux épreuves de grande notoriété telles le Safari ou le RAC. Second en 1973, Fiat a considérablement étoffé son budget rallye et a prévu une participation massive de ses spiders 124 en vue du titre 1974. Absent au Portugal, Lancia attend l'homologation en groupe 4 de la Stratos pour effectuer son grand retour en championnat, et engage pour la dernière fois ses coupés Fulvia HF, en service depuis 1966.

### L'épreuve
Le 'Safari Rally' fut créé en 1953 par quelques personnes d'origine européenne (dont Eric Cecil, futur vainqueur de l'épreuve). Initialement dénommée 'Coronation Safari' en hommage à Élisabeth II, récemment couronnée, l'épreuve se courait sur les pistes du Kenya, de la Tanzanie et de l'Ouganda, alors états coloniaux de l'Empire britannique. Tout d'abord épreuve d'amateurs, le Safari intéressa très rapidement les importateurs locaux, puis les constructeurs qui engagèrent bientôt des voitures bénéficiant d'une préparation spécifique. Devenu 'East African Safari' en 1960, ce rallye se dispute au printemps sous la formule des secteurs sélectifs, avec des moyennes imposées très difficiles à réaliser sur des pistes souvent poussiéreuses ou boueuses. Pour la première fois depuis 1953, le parcours se dispute intégralement sur le territoire kényan, les organisateurs ayant supprimé le traditionnel passage en Tanzanie. Sur la période 1953-1973, le Finlandais Hannu Mikkola, vainqueur sur Ford Escort en 1972, est le seul pilote européen à s'être imposé au Safari.

## Le parcours
- départ : 11 avril 1974 de Nairobi
- arrivée : 15 avril 1974 à Nairobi

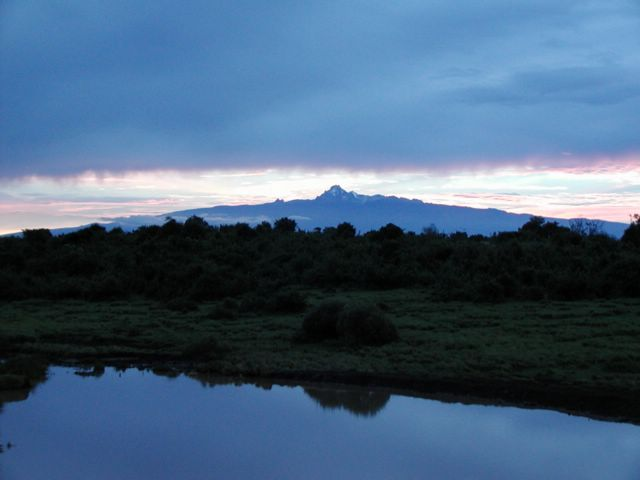
Deux boucles autour du mont Kenya (à l'arrière plan) constituent le parcours de la première étape

- distance : environ 5200 km, avec près de 80 points de contrôle horaire
- surface : terre et rocaille
- Parcours divisé en trois étapes[3]

### Première étape
Nairobi - Nairobi, 2019 km, du 11 au 12 avril
- Deux boucles autour du mont Kenya (remplaçant la boucle initialement prévue au nord-est de Nairobi[4])

### Deuxième étape
Nairobi - Nairobi, 1753 km, du 13 au 14 avril

### Troisième étape
Nairobi - Nairobi, environ 1450 km, du 14 au 15 avril (environ 2050 km initialement prévus, parcours réduit à cause de l'état des pistes)

## Les forces en présence
Parmi les 99 concurrents au départ, on ne compte pas moins de 23 voitures officielles ou semi-officielles.
- Datsun

Vainqueur à trois reprises (1970, 1971 et 1973) au cours des quatre précédentes éditions, le constructeur japonais a une nouvelle fois soigné la préparation de l'épreuve, engageant deux coupés 260Z groupe 4 (2600 cm3, plus de 230 ch, 1300 kg) pour Harry Källström et Zully Remtulla. Initialement annoncé sur Opel, Rauno Aaltonen dispose de la 1800 SSS groupe 2 (1800 cm3, 185 ch, boîte cinq vitesses) pilotée par Tony Fall en 1973, et préparée par l'importateur local. Évolution de la 240Z victorieuse en 1971 et 1973, la 260Z fait partie des favorites grâce à sa puissance et sa robustesse sur les pistes kényanes, mais son poids élevé est toutefois un sérieux handicap dans les secteurs boueux.
- Ford

Victorieux en 1972 avec l'Escort RS, dominateur mais malchanceux l'année suivante où toutes les voitures officielles avaient abandonné, Ford n'a pas renouvelé son engagement en 1974. L'usine de Boreham a toutefois effectué la préparation du moteur de Vic Preston Jr, qui dispose de son Escort groupe 2 de l'année précédente (2 litres BDA double ACT, 16 soupapes, graissage par carter sec, 200 ch).
- Fiat

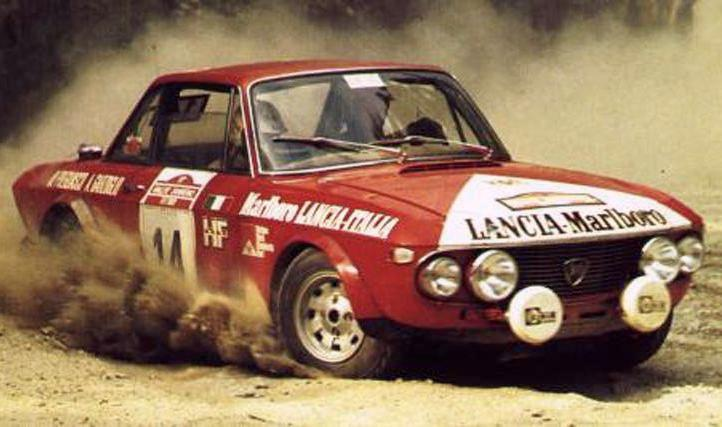
Dernière sortie officielle pour les Lancia Fulvia HF

Fiat Rally a engagé trois spiders 124 Abarth groupe 4 (1800 cm3, 180 ch à 7000 tr/min) pour Alcide Paganelli et Sergio Barbasio, pilotes habituels de l'usine, la troisième voiture étant confiée au Kényan Robin Ulyate. Sans viser la victoire, le constructeur italien espère marquer des points dans l'optique du titre mondial.
- Lancia

La Scuderia Lancia a engagé deux coupés Fulvia HF groupe 4 (1600 cm3, 160 ch) confiés à son pilote vedette Sandro Munari et à Shekhar Mehta, dernier vainqueur en date. Réputées pour leur robustesse et confiées à des pilotes expérimentés, les Fulvia sont parmi les favorites de l'épreuve.
- Porsche

Le Safari est la seule épreuve à laquelle Porsche participe officiellement. Tout comme en 1973, l'usine a engagé trois Carrera RS groupe 4 (2700 cm3, 210 ch à 6300 tr/min, 1060 kg). Les voitures sont très proches des modèles de série, les seules modifications portant sur les suspensions (rehaussées), les amortisseurs et les rapports de boîte de vitesses. Elles sont en outre équipées de plaques-treillis pliables, utiles en cas d'enlisement. Premier pilote, Björn Waldegård est épaulé par deux anciens vainqueurs, Edgar Herrmann et Bill Fritschy.
- Peugeot

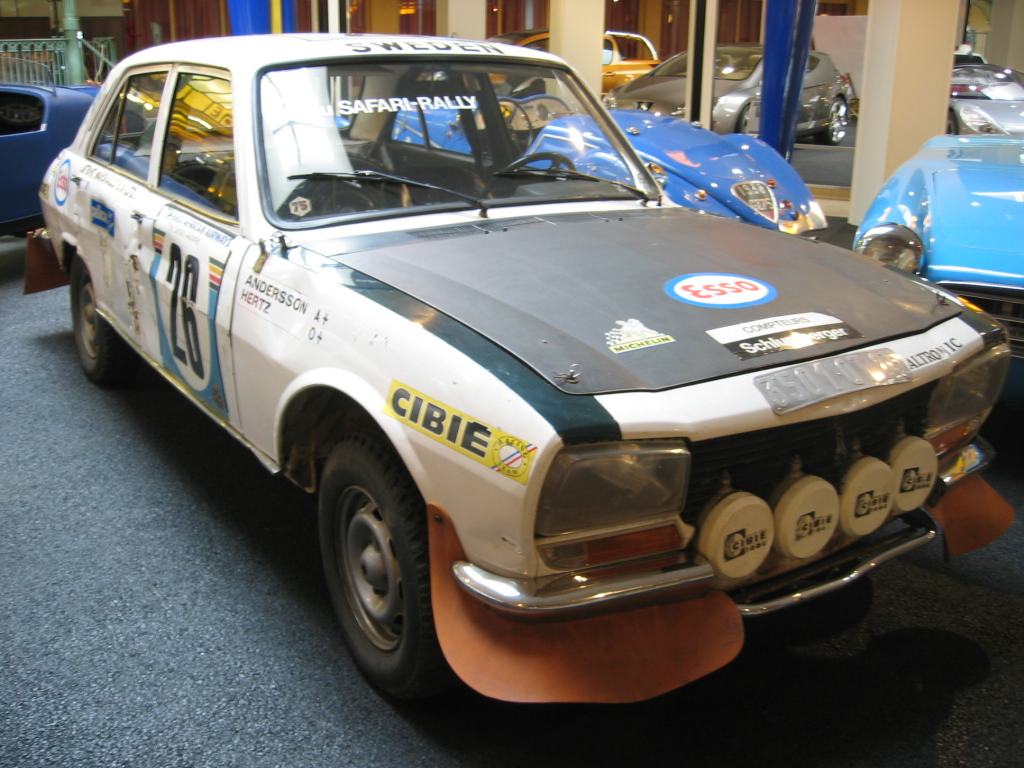
Une Peugeot 504 groupe 2

Le constructeur français, qui accorde une grande importance aux épreuves africaines, a engagé cinq 504 groupe 2, dont quatre à moteur 175 chevaux pour Hannu Mikkola, Ove Andersson, Timo Mäkinen et Bert Shankland. La cinquième, moins puissante (160 chevaux), est confiée au Kényan Peter Huth. En version Safari, les 504 pèsent un peu plus de 1200 kg. Grâce à leur remarquable suspension, elles se révèlent très à l'aise sur les pistes défoncées. Une sixième voiture avait été préparée pour Achim Warmbold, mais ce dernier, peu avant le départ, a été blessé lors d'un grave accident de la route dans lequel son épouse a trouvé la mort. 
- Alpine-Renault

Championne en titre, la marque dieppoise participe pour la première fois au Safari, avec deux berlinettes groupe 4 (1800 cm3, 175 ch). Pour cette épreuve, les châssis ont été considérablement renforcées, le poids des Alpine approchant la tonne. Elles sont pilotées par Jean-Luc Thérier et Bernard Darniche. Lors des reconnaissances, elles ont fortement intrigué la population locale, qui n'avait jamais vu de voiture à carrosserie en polyester !
- Renault

Deux Renault 17 TS groupe 4 ont été engagées par l'usine. Elles sont confiées à Jean-François Piot et Jean-Pierre Nicolas. On note également la présence de Marie-Claude Beaumont sur une Renault 16 TS groupe 1. Pour ces deux modèles de type traction avec moteur en porte-à-faux avant, la motricité risque de s'avérer problématique dans les secteurs très boueux.
- Mitsubishi

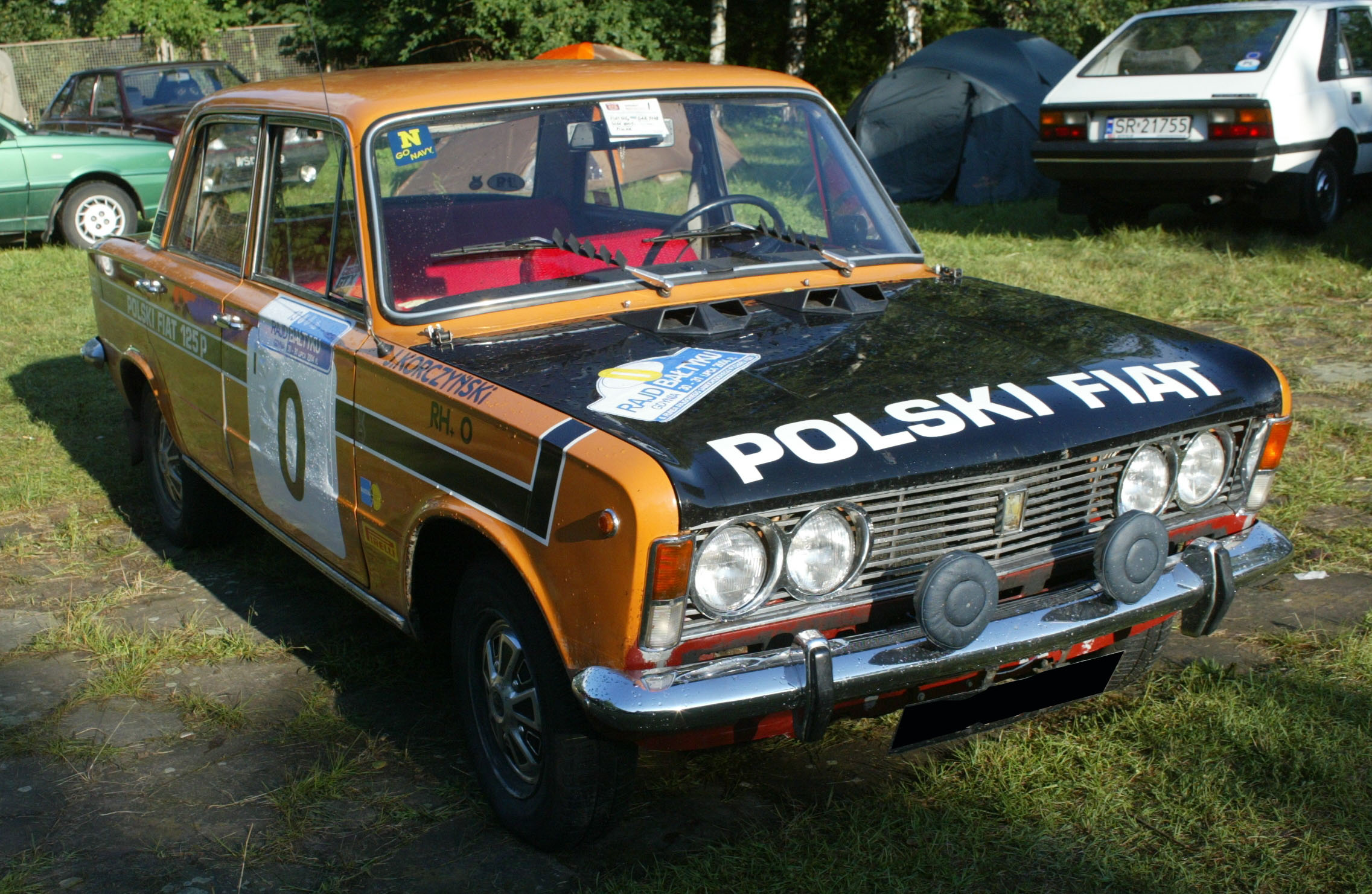
Une Polski Fiat 125P groupe 2

L'usine a préparé une Lancer groupe 2 (1600 cm3, près de 160 ch, 950 kg, boîte cinq vitesses) pour Joginder Singh, concessionnaire de la marque au Kenya et ancien vainqueur de l'épreuve. La voiture est engagée sous le nom de Colt Lancer, Colt étant la dénomination de la marque aux USA.
- Polski Fiat

La marque polonaise a engagé trois 125P groupe 2 (environ 100 ch) pour Andrzej Jaroszewicz (fils du premier ministre polonais), Robert Mucha et Marek Varisella.

## Déroulement de la course
La saison des pluies est en avance cette année. En conséquence, beaucoup de pistes sont très boueuses et les organisateurs ont dû, au dernier moment, remplacer la boucle nord-est de la première étape par deux boucles autour du mont Kenya.

### Première étape
Les 99 équipages s'élancent de Nairobi pour accomplir deux boucles de plus de mille kilomètres chacune. L'ordre des départs a été tiré au sort, les pilotes de notoriété faisant toutefois partie d'une liste prioritaire. Avec la pluie et la boue, les moyennes imposées sont impossibles à respecter. Lors des premiers contrôles horaires, c'est Vic Preston Jr, sur sa Ford Escort, qui est le moins pénalisé et qui prend la tête du rallye. Mais dans le secteur de Nkubu, après environ trois cents kilomètres de course, des pluies torrentielles s'abattent. Si les treize premiers à aborder le secteur parviennent à éviter l'enlisement, si les sept suivants limitent les dégâts en concédant quelques dizaines de minutes, derrière eux c'est le chaos, la zone devenant infranchissable. Certains concurrents vont perdre plusieurs heures à en sortir, une grosse partie restera bloquée à cet endroit. La direction de course décide de modifier le parcours pour le deuxième passage, mettant en place une déviation sur une route parallèle. Néanmoins, près de deux tiers des effectifs se retrouvent hors course, malgré l'annulation des pénalités du secteur Musonoke-Nkubu.
La boue favorise les Peugeot 504, emmenées par Timo Mäkinen, qui s'installe en tête de la course devant son coéquipier Ove Andersson. Mais alors qu'il a porté son avance à 28 minutes, il abandonne, distribution cassée. Andersson prend momentanément la première place, qu'il cède ensuite à Jean-Luc Thérier, très rapide sur la deuxième boucle au volant de son Alpine A110. Le pilote normand va compter près de vingt minutes d'avance sur la Fiat de Paganelli, également bien revenu, avant que la perte d'une roue arrière ne provoque une sortie de route de la berlinette. Les Fiat étant retardées par des problèmes d'embrayage, c'est Hannu Mikkola qui termine cette première étape à la première place, neuf minutes devant la Mitsubishi de Joginder Singh, ce dernier étant un des principaux bénéficiaires de la neutralisation du secteur de Nkubu où il avait perdu trois heures. Troisième à treize minutes de Mikkola, Andersson devance Björn Waldegård, quatrième malgré quarante minutes perdues lors de la première boucle pour refixer le blindage moteur de sa Porsche. Sur les 99 équipages au départ, 64 sont hors course. Parmi les abandons notables on compte ceux des deux Renault 17 de Jean-Francois Piot et Jean-Pierre Nicolas, ainsi que celui de la Renault 16 de Marie-Claude Beaumont, trois abandons provoqués par une surchauffe moteur survenue lors des tentatives de désenlisement du bourbier de Nkubu. Shekhar Mehta, qui figurait parmi les favoris au volant de sa Lancia, est très attardé au classement général, le pilote kényan étant malade et n'ayant pu adopter une allure soutenue.
| Pos. | Pilote           | Copilote         | Voiture                | Pénalisations | Écart        | Groupe |
| ---- | ---------------- | ---------------- | ---------------------- | ------------- | ------------ | ------ |
| 1    | Hannu Mikkola    | Jean Todt        | Peugeot 504            | 2 h 58 min    |              | 2      |
| 2    | Joginder Singh   | David Doig       | Mitsubishi Colt Lancer | 3 h 07 min    | + 9 min      | 2      |
| 3    | Ove Andersson    | Arne Hertz       | Peugeot 504            | 3 h 11 min    | + 13 min     | 2      |
| 4    | Björn Waldegård  | Hans Thorszelius | Porsche Carrera RS     | 3 h 21 min    | + 23 min     | 4      |
| 5    | Alcide Paganelli | ‘Ninni’ Russo    | Fiat 124 Abarth Spider | 3 h 22 min    | + 24 min     | 4      |
| 6    | Harry Källström  | Claes Billstam   | Datsun 260Z            | 3 h 35 min    | + 37 min     | 4      |
| 7    | Sandro Munari    | Lofty Drews      | Lancia Fulvia coupé HF | 3 h 36 min    | + 38 min     | 4      |
| 8    | Robin Ulyate     | Ivan Smith       | Fiat 124 Abarth Spider | 3 h 39 min    | + 41 min     | 4      |
| 9    | Edgar Herrmann   | Hans Schüller    | Porsche Carrera RS     | 4 h 04 min    | + 1 h 06 min | 4      |
| 10   | Zully Remtulla   | Nizar Jivani     | Datsun 260Z            | 4 h 08 min    | + 1 h 10 min | 4      |

### Deuxième étape
Les 35 équipages rescapés repartent le samedi pour une boucle de 1750 km au nord-ouest de Nairobi. Les Peugeot 504 d'Andersson et de  Mikkola vont bientôt devoir abandonner, distribution cassée, et la Porsche de Waldegård, qui avait pris rapidement l'avantage sur la Mitsubishi de Joginder, se retrouve en tête. Le pilote suédois est passé à l'offensive depuis le début de l'étape, et son avance croît rapidement. Au retour à Nairobi le dimanche, l'écart sur la Mitsubishi du Kenyan est de 36 minutes. Les deux Fiat d'usine de Paganelli et Barbasio ont abandonné (embrayage), ainsi que les deux Alpine de Thérier et Darniche, victimes d'une succession d'ennuis mécaniques. En tout quinze concurrents ont dû renoncer au cours de cette seconde étape. Malgré une perte de près de deux heures dans le secteur de Cesoy, Sandro Munari (Lancia) est remonté en troisième position mais, sauf incident pour les deux premiers, son retard est désormais trop important pour qu'il puisse jouer la victoire.
| Pos. | Pilote          | Copilote         | Voiture                | Pénalisations | Écart        | Groupe |
| ---- | --------------- | ---------------- | ---------------------- | ------------- | ------------ | ------ |
| 1    | Björn Waldegård | Hans Thorszelius | Porsche Carrera RS     | 8 h 37 min    |              | 4      |
| 2    | Joginder Singh  | David Doig       | Mitsubishi Colt Lancer | 9 h 13 min    | + 36 min     | 2      |
| 3    | Sandro Munari   | Lofty Drews      | Lancia Fulvia coupé HF | 11 h 00 min   | + 2 h 23 min | 4      |
| 4    | Rauno Aaltonen  | Wolfgang Stiller | Datsun 1800 SSS        | 11 h 31 min   | + 2 h 54 min | 2      |
| 4=   | Robin Ulyate    | Ivan Smith       | Fiat 124 Abarth Spider | 11 h 31 min   | + 2 h 54 min | 4      |
| 6    | Zully Remtulla  | Nizar Jivani     | Datsun 260Z            | 11 h 41 min   | + 3 h 04 min | 4      |
| 7    | Harry Källström | Claes Billstam   | Datsun 260Z            | 11 h 43 min   | + 3 h 06 min | 4      |
| 8    | Bert Shankland  | Chris Bates      | Peugeot 504            | 11 h 45 min   | + 3 h 08 min | 2      |
| 9    | Peter Huth      | Phillip Hechle   | Peugeot 504            | 12 h 26 min   | + 3 h 49 min | 2      |

### Troisième étape
Amputée de 600 kilomètres en raison des pistes impraticables, cette dernière étape qui se déroule au sud De Nairobi ne comporte pas de difficulté particulière. Les vingt concurrents restant s'élancent de Nairobi le dimanche soir. Fort de son avance sur Joginder, Waldegård adopte un rythme devant lui assurer la victoire. Mais au cours de la nuit, dans le secteur précédant le contrôle de Marianaki, un bras de suspension de la Porsche cède. La réparation va coûter 72 minutes et à la première place à l'équipage suédois, ce dont profite Joginder qui a désormais course gagnée. Le Kenyan d'origine indienne, déjà victorieux en 1965 sur Volvo, rejoint Nairobi sans encombre, offrant à Mitsubishi sa première victoire au Safari. Waldegård termine second à 28 minutes, Munari se classant troisième à plus d'une heure du vainqueur. Seize voitures ont rallié l'arrivée.

### Classement général

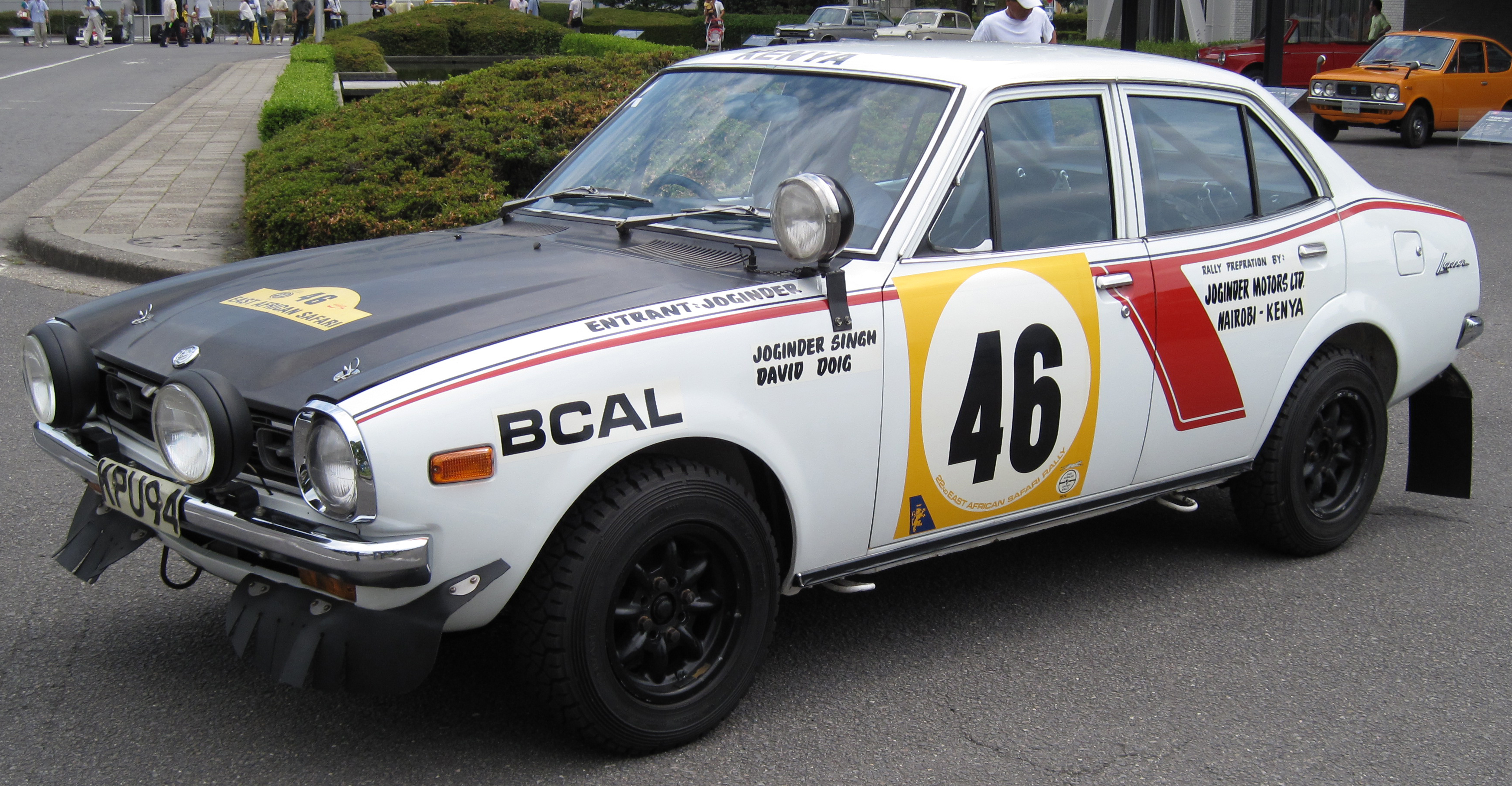
La Mitsubishi Lancer de Joginder Singh permet au constructeur japonais de remporter sa première victoire au Safari.

| Pos | No | Pilote          | Copilote         | Voiture                | Pénalisations | Écart        | Groupe |
| --- | -- | --------------- | ---------------- | ---------------------- | ------------- | ------------ | ------ |
| 1   | 46 | Joginder Singh  | David Doig       | Mitsubishi Colt Lancer | 11 h 18 min   |              | 2      |
| 2   | 19 | Björn Waldegård | Hans Thorszelius | Porsche Carrera RS     | 11 h 46 min   | + 28 min     | 4      |
| 3   | 10 | Sandro Munari   | Lofty Drews      | Lancia Fulvia coupé HF | 12 h 22 min   | + 1 h 04 min | 4      |
| 4   | 14 | Harry Källström | Claes Billstam   | Datsun 260Z            | 13 h 01 min   | + 1 h 43 min | 4      |
| 5   | 35 | Zully Remtulla  | Nizar Jivani     | Datsun 260Z            | 13 h 29 min   | + 2 h 11 min | 4      |
| 6   | 16 | Rauno Aaltonen  | Wolfgang Stiller | Datsun 1800 SSS        | 13 h 46 min   | + 2 h 28 min | 2      |
| 7   | 50 | Bert Shankland  | Chris Bates      | Peugeot 504            | 14 h 02 min   | + 2 h 44 min | 2      |
| 8   | 21 | Peter Huth      | Phillip Hechle   | Peugeot 504            | 14 h 41 min   | + 3 h 23 min | 2      |
| 9   | 18 | Vic Preston Jr  | Roger Barnard    | Ford Escort RS1600     | 14 h 56 min   | + 3 h 38 min | 2      |
| 10  | 38 | Robin Ulyate    | Ivan Smith       | Fiat 124 Abarth Spider | 15 h 13 min   | + 3 h 55 min | 4      |

### Hommes de tête
- Vic Preston Jr -  Roger Barnard (Ford Escort RS1600) : au début de la première étape
- Timo Mäkinen -  John Davenport (Peugeot 504) : au cours de la première étape
- Ove Andersson -  Arne Hertz (Peugeot 504) : au cours de la première étape
- Jean-Luc Thérier -  Vincent Laverne (Alpine A110 1800) : au cours de la première étape
- Hannu Mikkola -  Jean Todt (Peugeot 504) : jusqu'au début de la deuxième étape
- Björn Waldegård -  Hans Thorszelius - (Porsche Carrera RS) : jusqu'au contrôle de Marianaki, dans la troisième étape
- Joginder Singh -  David Doig (Mitsubishi Colt Lancer) : jusqu'à la fin de la troisième étape

## Résultats des principaux engagés
| No | Pilote                | Copilote                | Voiture                | Groupe | Classement général                                                        | Class. groupe |
| -- | --------------------- | ----------------------- | ---------------------- | ------ | ------------------------------------------------------------------------- | ------------- |
| 1  | Hannu Mikkola         | Jean Todt               | Peugeot 504            | 2      | ab. dans deuxième étape (distribution)                                    | -             |
| 2  | Bernard Darniche      | Alain Mahé              | Alpine A110 1800       | 4      | ab. dans deuxième étape (embrayage)                                       | -             |
| 3  | Sergio Barbasio       | Piero Sodano            | Fiat 124 Abarth Spider | 4      | ab. dans deuxième étape (embrayage)                                       | -             |
| 4  | Ove Andersson         | Arne Hertz              | Peugeot 504            | 2      | ab. dans deuxième étape (distribution)                                    | -             |
| 5  | Timo Mäkinen          | John Davenport          | Peugeot 504            | 2      | ab. dans première étape (distribution)                                    | -             |
| 7  | Shekhar Mehta         | Mike Doughty            | Lancia Fulvia coupé HF | 4      | 11e à 4 h 57 min                                                          | 6e            |
| 9  | Jean-François Piot    | Jacques Jaubert         | Renault 17 TS          | 4      | ab. dans première étape (surchauffe moteur)                               | -             |
| 10 | Sandro Munari         | Lofty Drews             | Lancia Fulvia coupé HF | 4      | 3e à 1 h 04 min                                                           | 2e            |
| 14 | Harry Källström       | Claes Billstam          | Datsun 260Z            | 4      | 4e à 1 h 43 min                                                           | 3e            |
| 15 | Jean-Luc Thérier      | Vincent Laverne         | Alpine A110 1800       | 4      | ab. dans deuxième étape (châssis)                                         | -             |
| 16 | Rauno Aaltonen        | Wolfgang Stiller        | Datsun 1800 SSS        | 2      | 6e à 2 h 28 min                                                           | 2e            |
| 17 | Jean-Pierre Nicolas   | Christian Delferrier    | Renault 17 TS          | 4      | ab. dans première étape (surchauffe moteur)                               | -             |
| 18 | Vic Preston Jr        | Roger Barnard           | Ford Escort RS1600     | 2      | 9e à 3 h 38 min                                                           | 5e            |
| 19 | Björn Waldegård       | Hans Thorszelius        | Porsche Carrera RS     | 4      | 2e à 28 min                                                               | 1er           |
| 20 | Alcide Paganelli      | ‘Ninni’ Russo           | Fiat 124 Abarth Spider | 4      | ab. dans deuxième étape (embrayage)                                       | -             |
| 21 | Peter Huth            | Phillip Hechle          | Peugeot 504            | 2      | 8e à 3 h 23 min                                                           | 4e            |
| 23 | Andrzej Jaroszewicz   | Marian Bień             | Polski Fiat 125P       | 2      | ab. (hors course)                                                         | -             |
| 26 | Davinder Singh        | Ken Taylor              | Mitsubishi Colt Galant | 2      | 12e à 8 h 35 min                                                          | 6e            |
| 28 | Robert Mucha          | Ryszard Zyszkowski      | Polski Fiat 125P       | 2      | ab. (vilebrequin)                                                         | -             |
| 30 | Marie-Claude Beaumont | Martine de la Grandrive | Renault 16 TS          | 1      | ab. dans première étape (surchauffe moteur)                               | -             |
| 33 | Jim Noon              | Jim Heather-Hayes       | Mitsubishi Colt Galant | 2      | 13e à 8 h 48 min                                                          | 7e            |
| 35 | Zully Remtulla        | Nizar Jivani            | Datsun 260Z            | 4      | 5e à 2 h 11 min                                                           | 4e            |
| 36 | Bill Fritschy         | Peter Moon              | Porsche Carrera RS     | 4      | ab. dans la deuxième étape (radiateur d'huile à la suite d'une touchette) | -             |
| 38 | Robin Ulyate          | Ivan Smith              | Fiat 124 Abarth Spider | 4      | 10e à 3 h 55 min                                                          | 5e            |
| 41 | Edgar Herrmann        | Hans Schüller           | Porsche Carrera RS     | 4      | ab. dans troisième étape (suspension)                                     | -             |
| 46 | Joginder Singh        | David Doig              | Mitsubishi Colt Lancer | 2      | 1er                                                                       | 1er           |
| 50 | Bert Shankland        | Chris Bates             | Peugeot 504            | 2      | 7e à 2 h 44 min                                                           | 3e            |
| 51 | Marek Varisella       | Maciej Stawowiak        | Polski Fiat 125P       | 2      | ab. (?)                                                                   | -             |

## Classement du championnat à l'issue de la course
- attribution des points : 20, 15, 12, 10, 8, 6, 4, 3, 2, 1 respectivement aux dix premières marques de chaque épreuve (sans cumul, seule la voiture la mieux classée de chaque constructeur marque des points)
- seuls les six meilleurs résultats (sur huit épreuves) sont retenus pour le décompte final des points[7].

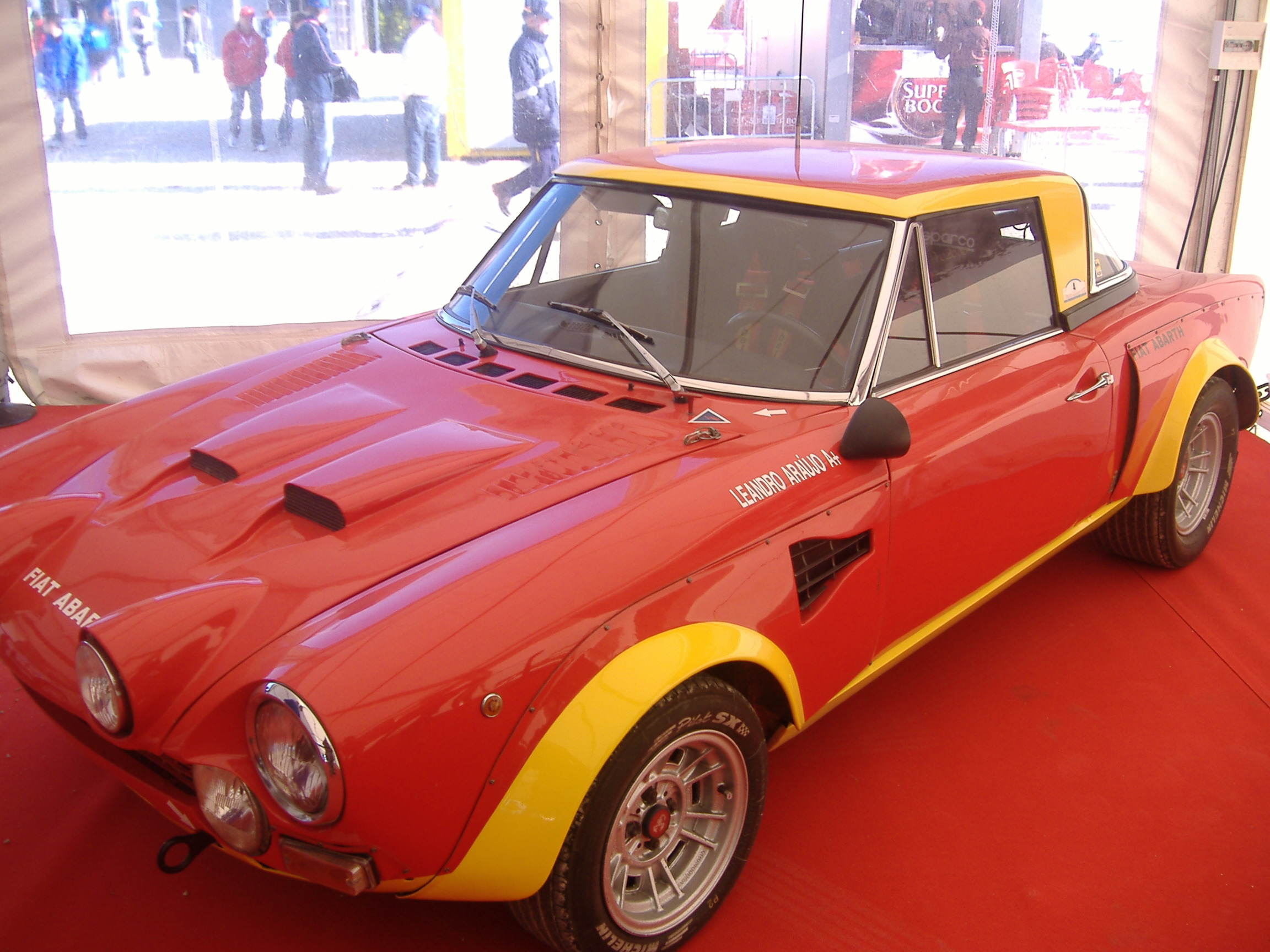
Malgré une modeste 10e place au Safari, Fiat conserve la tête du championnat.

| Pos. | Marque         | Points | POR | SAF | FIN | SAN | RID | PRE | RAC | COR |
| ---- | -------------- | ------ | --- | --- | --- | --- | --- | --- | --- | --- |
| 1    | Fiat           | 21     | 20  | 1   |     |     |     |     |     |     |
| 2    | Mitsubishi     | 20     | -   | 20  |     |     |     |     |     |     |
| 3    | Datsun         | 18     | 8   | 10  |     |     |     |     |     |     |
| 4    | Porsche        | 15     | -   | 15  |     |     |     |     |     |     |
| 5    | Lancia         | 12     | -   | 12  |     |     |     |     |     |     |
| 6    | Toyota         | 10     | 10  | -   |     |     |     |     |     |     |
| 7    | Alpine-Renault | 6      | 6   | -   |     |     |     |     |     |     |
| 8    | BMW            | 4      | 4   | -   |     |     |     |     |     |     |
| 8=   | Peugeot        | 4      | -   | 4   |     |     |     |     |     |     |
| 8=   | Ford           | 4      | 2   | 2   |     |     |     |     |     |     |
| 11   | Citroën        | 3      | 3   | -   |     |     |     |     |     |     |